# Vòng xuyến Jerzy Ziętek

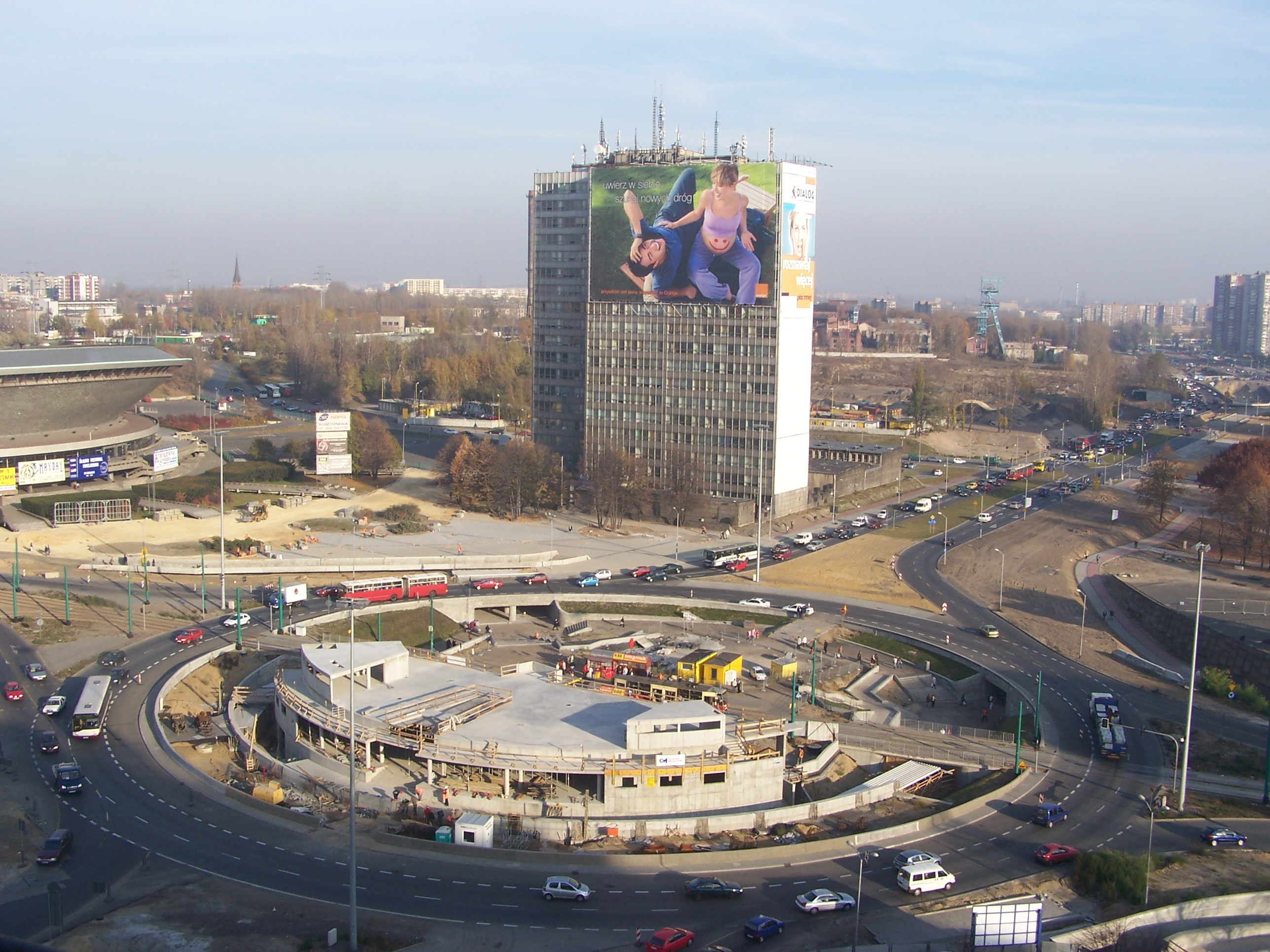
Vòng xuyến Katowice đã tu sửa, 2005.

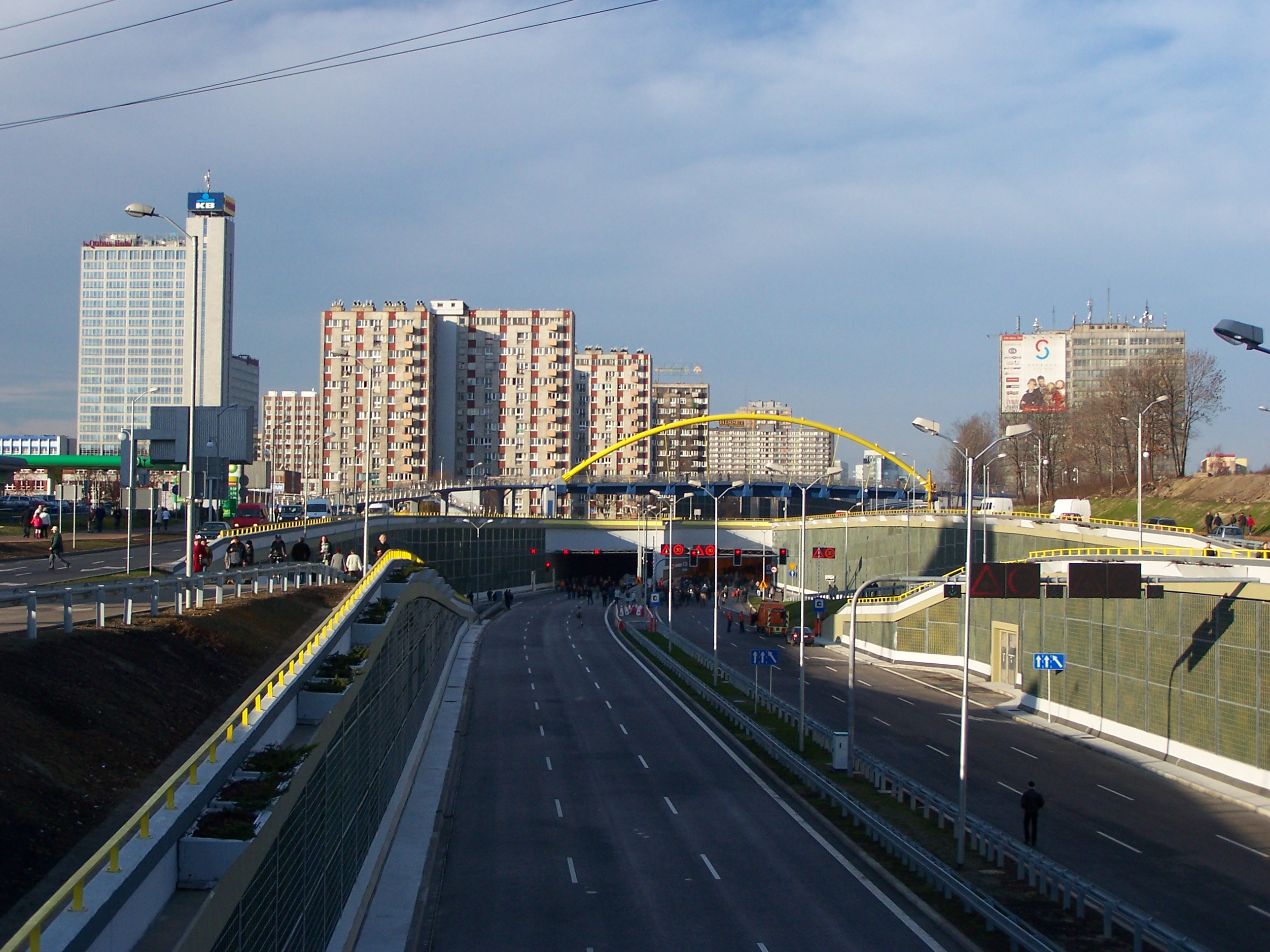
Hai đường hầm ngầm.

Vòng xuyến Generała Jerzego Ziętka ở Katowice là vòng xuyến ở trung tâm thành phố, trong Voivodship Silesian ở miền nam Ba Lan. Trên vòng tròn giao thông chính đó, Aleja Korfantego và đường 79, một phần của Drogowa Trasa rednicowa, gặp nhau.
Để cho phép một lối đi dễ dàng qua trung tâm thành phố Katowice cho đường 79, hai đường hầm ngầm dài 657 và 650 mét đã được xây dựng. Có những đường dốc dẫn đến bùng binh, là lối ra cho trung tâm thành phố. Ngoài ra, một trạm xe buýt và xe điện mới, được trang bị đầy đủ cho người khuyết tật, đã được xây dựng.
Vòng tròn giao thông, dành riêng cho tướng Jerzy Ziętek, có ba cấp độ. Ở cấp -1, đường hầm được đặt, ở tầng trệt có nhiều văn phòng kinh doanh khác nhau, và ở cấp +1, có Bảo tàng Mỹ thuật Katowice và một trung tâm thông tin về thành phố. Một chòi quan sát bằng kính đứng trên cùng.
Tướng Jerzy Ziętek - người có tên được lấy để cho vòng xuyến này, và Wojciech Korfanty- người có tên được lấy để đặt cho một trong những con đường đi qua nó, được coi là hai người Silesian quan trọng nhất trong thế kỷ 20 theo tờ báo Gazeta Wyborcza, với Korfanty đứng thứ nhất và Ziętek đứng thứ hai.